# 2순환로 (청주시)
2순환로(2sunhwan-ro)는 충청북도 청주시 청원구 율량동 상리 교차로와 상당구 지북동 지북 교차로를 잇는 충청북도의 도로이다. 1순환로보다 더 외곽을 순환하는 도로이며, 왕복 4 ~ 7차선 도로로 이루어져 있다.

## 주요 경유지
충청북도
- 청주시 청원구 (율량동 · 주성동 · 주중동 · 사천동) - 흥덕구 (송절동 · 화계동 · 외북동 · 향정동 · 비하동 · 복대동 · 가경동) - 서원구 (죽림동 · 성화동 · 미평동 · 남이면 · 장성동) - 상당구 (평촌동 · 지북동)

## 노선
| 이름                   | 접속 노선                          | 소재지 | 소재지                | 비고                    |
| ---------------------- | ---------------------------------- | ------ | --------------------- | ----------------------- |
| 상리 교차로            | 1순환로 충청내륙로                 | 청주시 | 청원구                |                         |
| (예비군훈련장 입구)    | 2순환로94번길                      | 청주시 | 청원구                |                         |
| 주성사거리             | 충청대로                           | 청주시 | 청원구                | 지방도 제592호선과 연결 |
| 율량 교차로            | 공항로                             | 청주시 | 청원구                |                         |
| 정하사거리             | 새터로 토성로                      | 청주시 | 청원구                |                         |
| 송천교 동단            | 국가지원지방도 제96호선 (무심동로) | 청주시 | 청원구                |                         |
| 송천교                 |                                    | 청주시 | 청원구                |                         |
| 흥덕구                 |                                    | 청주시 |                       |                         |
| 송천교 서단            | 무심서로                           | 청주시 |                       |                         |
| 송절 교차로            | 에스케이로 월명로 송화로150번길    | 청주시 |                       |                         |
| 화계교차로             |                                    | 청주시 |                       |                         |
| (충청에너지서비스)     | 산단로                             | 청주시 |                       |                         |
| 외북동                 | 대신로 엘지로                      | 청주시 |                       |                         |
| 향정 교차로            | 에스케이로                         | 청주시 |                       |                         |
| 석남교                 |                                    | 청주시 |                       |                         |
| 서청주교사거리         | 지방도 제696호선 (직지대로)        | 청주시 | 지방도 제696호선 구간 |                         |
| 대농교사거리           | 대농로 직지대로240번길             | 청주시 | 지방도 제696호선 구간 |                         |
| 비하삼거리             | 죽천로                             | 청주시 | 지방도 제696호선 구간 |                         |
| 흥덕고삼거리           | 증안로                             | 청주시 | 지방도 제696호선 구간 |                         |
| (현대병원)             | 비하로                             | 청주시 | 지방도 제696호선 구간 |                         |
| 터미널사거리           | 가로수로                           | 청주시 | 지방도 제696호선 구간 |                         |
| 터미널사거리           | 가로수로                           | 청주시 | 터미널지하차도        |                         |
| 청주고속버스터미널     |                                    | 청주시 |                       |                         |
| 청주시외버스터미널     | 강서로 풍산로                      | 청주시 |                       |                         |
| 서현중사거리           | 서현로 장구봉로                    | 청주시 |                       |                         |
| 죽림사거리             | 지방도 제512호선 (서부로)          | 청주시 |                       |                         |
| 죽림사거리             | 지방도 제512호선 (서부로)          | 청주시 | 서원구                |                         |
| 죽림교                 | 대림로                             | 청주시 |                       |                         |
| 성화오류골삼거리       | 성화로                             | 청주시 |                       |                         |
| 가마삼거리             | 산미로                             | 청주시 | 서원구 남이면         |                         |
| 가마 교차로 (가마육교) | 국가지원지방도 제96호선 (청남로)   | 청주시 | 서원구 남이면         |                         |
| 장암사거리             | 가장로 궁뜰로                      | 청주시 | 서원구                |                         |
| 장평교                 |                                    | 청주시 | 서원구                |                         |
| 상당구                 |                                    | 청주시 |                       |                         |
| 지북 교차로            | 단재로 목련로                      | 청주시 |                       |                         |

## 주요 건물 및 시설
- 충북지방경찰청 (충청북도 청주시 청원구 2순환로 168)
- 율량중학교 (충청북도 청주시 청원구 2순환로 310)
- 충북산업용재유통상가 (충청북도 청주시 청원구 2순환로 364)
- 하이닉스문화센터 아트홀, SK하이닉스 청주사업장제2공장 (충청북도 청주시 흥덕구 2순환로 959)
- 롯데아울렛 청주점, 롯데마트 서청주점 (충청북도 청주시 흥덕구 2순환로 1004)
- 충청북도선거관리위원회 (충청북도 청주시 흥덕구 2순환로 1168)
- 청주고속버스터미널 (충청북도 청주시 흥덕구 2순환로 1229)
- 드림플러스 (충청북도 청주시 흥덕구 2순환로 1233)
- 하나병원 (충청북도 청주시 흥덕구 2순환로 1262)
- MBC충북 청주방송국 (충청북도 청주시 흥덕구 2순환로 1322)
- 한국수자원공사 청주권지사 (충청북도 청주시 서원구 2순환로 1571)
- 세광고등학교 (충청북도 청주시 서원구 2순환로 1572)
- 세광중학교 (충청북도 청주시 서원구 2순환로 1574)
- 충청북도근로자종합복지관 (충청북도 청주시 서원구 2순환로 1814-39)

## 같이 보기
- 1순환로
- 3순환로